# Maurice Brançon
Vous êtes invité à donner votre avis sur cette page de discussion, de manière argumentée en vous aidant notamment des critères d’admissibilité ou en présentant des sources extérieures et sérieuses.  
Après avoir apposé le modèle {{Admissibilité}} sur une page, suivez les étapes expliquées sur Wikipédia:Débat d'admissibilité/Aide :
| 1. | Créez la page de débat d'admissibilité.                                                                      | Sauvegardez d’abord la page pour l’initialiser puis indiquez votre motivation.         |
| 2. | Important : ajoutez une entrée dans la section Débat d'admissibilité du jour.                                | Utilisez ce texte : *{{L\|Maurice Brançon}}                                            |
| 3. | Pensez à informer les contributeurs principaux de la page et les projets associés lorsque cela est possible. | Utilisez ce texte : {{subst:Avertissement débat d'admissibilité\|Maurice Brançon}}~~~~ |

 (décembre 2015).
Si vous disposez d'ouvrages ou d'articles de référence ou si vous connaissez des sites web de qualité traitant du thème abordé ici, merci de compléter l'article en donnant les références utiles à sa vérifiabilité et en les liant à la section « Notes et références ».
Maurice Brançon est un homme politique et syndicaliste ouvrier français né le 12 février 1887 à Châteauroux (Indre) et mort le 18 janvier 1956 à Paris 19e.  
En 1922, il est élu au Comité directeur du Parti communiste français (PC) et, en 1923, à la Commission exécutive de la CGTU.

## Biographie
René Maurice Brançon naît le 12 février 1887, place Voltaire à Châteauroux, dans une famille modeste du Berry. En 1900, il entre à la trésorerie générale de l'Indre. Venu en région parisienne, Brançon travaille à partir de 1906 à la Maison Arrault de Saint-Cloud. 
Il se marie le 12 juin 1909 à Saint-Cloud avec Ernestine Pont et se syndique deux ans plus tard. Ayant fait son service militaire en 1907, il est mobilisé durant la Première Guerre mondiale et gazé : il est réformé avec pension en 1918. En 1920, le service de l'éclairage privé le révoque pour avoir été un des animateurs du comité de grève mais il est réintégré l'année suivante. 
En 1922, Maurice Brançon est élu membre suppléant du comité de la Fédération communiste de la Seine et membre du Comité directeur du PC. Il se rend à Moscou au IVe congrès de l'Internationale communiste. L'Humanité le présente, alors, comme un militant parisien[réf. souhaitée]. 
En 1923, il quitte le Comité directeur du PC lors de la conférence nationale de Boulogne-sur-Seine. En juin, lors de la réunion du Comité général de l'Union des syndicats (UD) CGTU de la Seine, il doit affronter pour le poste de permanent un candidat non communiste qui se déclare contre Moscou. Face à lui, Brançon rappelle sa révocation et s'affirme en accord avec les résolutions du congrès CGTU de Saint-Étienne et le 3e congrès de l'Internationale syndicale rouge (ISR). Brançon écrit, dans l'Humanité, qu'il approuve les accords circonstanciels du syndicalisme avec les partis politiques qui se réclament, notamment, de la lutte de classe[réf. souhaitée]. C'est élu comme permanent de l'UD-CGTU qu'il entre, lors du IIe congrès de la CGTU à Bourges, à la Commission exécutive nationale de la CGTU. 
En 1924 le comité général de l'UD-CGTU de la Seine accepte la démission de Brançon "pour raison de santé". Il réside, alors, à Enghien-les-Bains en Seine-et-Oise. La Compagnie du gaz réembauche Brançon en 1927 comme inspecteur. En 1935, il se marie en secondes noces à Paris avec Georgette Schuster. Ils emménagent rue Milton, à Paris. En 1938 Brançon est candidat aux élections municipales[Quoi ?], dans le quartier Rochechouart.
En décembre 1940, Brançon est arrêté[évasif] puis interné, il ne sera libéra qu'en aout 1944. Il devient maire adjoint du IXe arrondissement de Paris et est désigné par le PCF en 1946 comme grand électeur à l'occasion des élections sénatoriales. 
Brançon fait partie en 1954 de la délégation française qui se rend au festival international de la Résistance, à Vienne.
Il meurt le 18 janvier 1956 dans le 19e arrondissement de Paris.